# 1086 Nata
1086 Nata là một tiểu hành tinh bay quanh Mặt Trời. Ban đầu nó có tên là 1927 QL. Phần số trong tên gọi chỉ số thứ tự tiểu hành tinh thứ 1086 được phát hiện.